# Thief: The Dark Project
Thief: The Dark Project – pierwsza część serii skradanek Thief, stworzona przez studio Looking Glass Studios i wydana przez Eidos Interactive w 1998 roku. Gracz wciela się w złodzieja o imieniu Garrett, mieszkańca Miasta (ang. The City).
Miasto zawiera trzy frakcje: tajemniczych Strażników (ang. Keepers) oraz dwa sprzeciwiające siebie zakony, Poganów (ang. Pagans) i Młotodzierżców (ang. Order of the Hammer lub Hammerites). Ci pierwsi strzegą równowagi w Mieście między naturą, a technologią. Ta równowaga zostaje złamana przez złowrogiego pogańskiego bożka o imieniu Trickster (Szachraj). Garrett zostaje zmuszony do przywrócenia starego porządku i zrozumienia zaistniałych zdarzeń, ale także wynagradza to sobie łupiąc pewne wartościowe przedmioty na sprzedaż.
W miarę możliwości Garrett powinien być niezauważalny, dlatego stojących na drodze strażników gracz musi albo ogłuszać pałką, albo eliminować po cichu ostrymi strzałami. Może także spróbować ich ominąć (pomagają w tym celu cienie na planszy) lub odwrócić uwagę poprzez zastosowanie strzał hałasujących i znajdujących się w zasięgu ręki przedmiotów codziennego użytku. Oprócz tego bohater ma do dyspozycji strzałę z przywiązaną liną, pozwalającą dostać się na dachy wysokich budynków, pakiet granatów i min o różnych działaniach (m.in. granat błyskowy, oślepiający przeciwników) a także inne dodatkowe rzeczy. Podczas wykonywania jednej z 12 misji w trybie dla jednego gracza (nie przewidziano trybu dla wielu graczy) konieczne jest także zebranie pewnej liczby łupów.
Gra została przyjęta bardzo ciepło przez recenzentów. Chwalono klimat, sposób rozgrywki oraz przede wszystkim realistyczną oprawę audio z dźwiękiem przestrzennym wykorzystującym większość możliwości kart dźwiękowych Sound Blaster.